# Renée Lamberet
Renée Lamberet, née le 4 octobre 1901 dans le 12e arrondissement de Paris et morte le 12 mars 1980 à Villeneuve-Saint-Georges, est une professeure agrégée d’histoire et de géographie, militante anarchiste et historienne du mouvement libertaire.

## Biographie
Jeanne Renée Yvonne Lamberet est la fille de François Constant Amédée Lamberet, conducteur au chemin de fer de Lyon, et de Florence Marie Adolphine Lesne.
Née dans une famille de libres penseurs, jeune professeure agrégée d'histoire et de géographie, elle collabore avec l'historien Max Nettlau, notamment à l'ouvrage La Première Internationale en Espagne (1868-1888).
Grâce à plusieurs séjours avec sa sœur Madeleine Lamberet en Catalogne, elle est familière au mouvement libertaire espagnol et grâce à son rôle d'historienne, elle réussit à obtenir en 1936 l'accès à des documents relatifs aux collectivisations en cours. C'est dans ce contexte qu'elle rencontre Bernardo Pozo Riera, chef du Bureau de Presse et de Propagande de la Confédération Nationale du Travail espagnole (CNT-E) et de la Fédération anarchiste ibérique (FAI). Leur relation va passer de professionnelle à intime jusqu'au la mort de ce dernier en 1956.
Pendant la révolution sociale espagnole de 1936, elle développe une intense activité au sein de la Solidarité Internationale Antifasciste, notamment avec la colonie d’enfants Spartaco organisée à Ajentona par la Confédération nationale du travail des chemins de fer et la colonie organisée à Llançà pour accueillir des enfants réfugiés du Pays basque, des Asturies et du front de Madrid.
À la même époque, elle collabore à Spain and the World (1936-1938) publié par Freedom Press à Londres en soutien au mouvement libertaire espagnol.
Pendant l’Occupation allemande, elle reste en étroites relations avec les militants espagnols et participe avec sa sœur Madeleine Lamberet et May Picqueray à un atelier de fabrication de faux papiers monté pour la résistance par un réfugié anarchiste espagnol. Elle participe également dans la clandestinité à la réorganisation de la Fédération anarchiste française.

### Refondatrice de la Fédération anarchiste
Après la Seconde Guerre mondiale, elle est parmi les refondateurs de la Fédération anarchiste aux côtés de, notamment, Robert Joulin, Henri Bouyé, Maurice Joyeux, Georges Fontenis, Suzy Chevet, Georges Vincey, Aristide et Paul Lapeyre, Maurice Laisant, Giliane Berneri, Solange Dumont, Roger Caron, Maurice Fayolle, Henri Oriol et Paul Chery.
Elle collabore, avec entre autres Roger Caron, Henri Bouyé, André Senez, Vogue, Émile Babouot, Jean-Louis Lefevre et Giliane Berneri, à la brochure Les libertaires et le problème social dont la première édition est publiée en mars 1945.
"Membre de l’Institut français d’histoire sociale et de son conseil d’administration dès sa fondation en 1948-1949, Renée Lamberet collabore avec son cofondateur et vice-président Édouard Dolléans, et publie en 1953 dans une collection de l’IFHS, son étude du mouvement ouvrier et socialiste espagnol".
De 1953 à 1954, elle est le secrétaire de l'Association internationale des travailleurs.
Elle est l’auteur de très nombreux articles dans la presse libertaire française dont Le Libertaire, Solidarité Internationale Antifasciste, Le combat syndicaliste et de l’exil espagnol comme Solidaridad Obrera et CNT. Elle préparait un Dictionnaire biographique des anarchistes non terminé.

## Œuvres
- Mouvements ouvriers et socialistes (Chronologie et bibliographie), Paris, Les Éditions Ouvrières, 1953, (OCLC 12734835).
- L'Espagne (1750-1936), Paris, Les Éditions Ouvrières, 1953, (OCLC 36942903).
- Soledad Gustavo, sa place dans la pensée anarchiste espagnole, in Anarchici e anarchia nel mondo contemporaneo, actes du colloque de la Fondation Luigi Einaudi, Turin, 5-7 décembre 1969, Einaudi, 1971, texte intégral.

### Postface
- Émile Pouget, La CGT suivi de Le parti du travail, Paris, Éditions CNT-RP, 1997, data bnf.

## Notices
- Notices d'autorité :   - VIAF
  - ISNI
  - BnF (données)
  - IdRef
  - LCCN
  - GND
  - Pays-Bas
  - Israël
  - NUKAT
  - Catalogne
  - Australie
  - Portugal
- Dictionnaire des anarchistes, « Le Maitron » : notice biographique.
- Dictionnaire biographique, mouvement ouvrier, mouvement social : notice biographique.
- Dictionnaire international des militants anarchistes : notice biographique.
- L'Éphéméride anarchiste : notice biographique.
- Centre international de recherches sur l'anarchisme (Lausanne) : notice.
- René Bianco, 100 ans de presse anarchiste : notice.
- Catalogue général des éditions et collections anarchistes francophones : notice bibliographique.
- (ca) Estel Negre : notice biographique.
- (en) Kathy E. Ferguson, Emma Goldman : Political Thinking in the Streets, Renée Lamberet.